# Julius Vogel (Politiker)
Julius Maximilian Vogel (* 28. Januar 1888 in Berlin; † 3. März 1964 in Berlin-Lankwitz) war ein deutscher Politiker (DNVP).

## Leben und Tätigkeit
Nach dem Abitur studierte Vogel Philosophie und Nationalökonomie an der Friedrich-Wilhelms-Universität zu Berlin. Von 1904 bis 1909 durchlief er den Vorbereitungsdienst in der Reichstelegraphenverwaltung. 1915 legte er dort die 2. Verwaltungsprüfung ab.
Von 1909 bis 1915 war Vogel Sekretär, dann Obertelegraphensekretär und zuletzt Telegrapheninspektor in Berlin. Von 1916 bis 1919 war Vogel Redakteur der Postwarte. Während dieser Jahre war er zudem Vorsitzender des Poszivilanwärterbundes. Seit 1917 amtierte er außerdem als Vorsitzender der Arbeitsgemeinschaft von fünf Fachverbänden.
Nach der Novemberrevolution von 1918 war Vogel von 1919 bis 1920 stellvertretendes Mitglied des Beamtenbeirats beim Reichspostministerium sowie 3. Vorsitzender des Verbandes. Von 1920 bis 1921 stand er dann als 1. Vorsitzender an der Spitze des Berliner Volksvereins des Verbandes Deutscher Post- und Telegrafenbeamter in Berlin. In den Jahren 1924 bis 1933 amtierte er dann als Generalsekretär des deutschen Postverbandes sowie gleichzeitig als Hauptredakteur der Deutschen Postzeitung.
Um 1919 trat Vogel in die Deutschnationale Volkspartei (DNVP) ein. Am 7. März 1921 zog er mit einer Neuwahl in den Wahlkreisen 1 (Ostpreußen) und 14 (Schleswig-Holstein) in den im Juni 1920 gewählten ersten Reichstag der Weimarer Republik ein, dem er knapp drei Jahre, bis zum Mai 1924, angehörte.
Am 1. Mai 1933 trat er in die NSDAP ein. Von 1933 bis 1934 war Vogel Leiter der Abteilung für Beamten- und Wirtschaftspolitik des Deutschen Beamtenbundes. 1934 übernahm Vogel den Posten eines Referenten des Führers des Reichsbundes der deutschen Beamten. Außerdem wurde er in diesem Jahr Mitglied im Ausschuss für Beamtenrecht der Akademie für deutsches Recht und Mitglied im Bundesausschuss des Reichsbundes der deutschen Freilicht- und Volksschauspiele.
1929 ist Vogel im Berliner Adressbuch mit Wohnsitz in der Finowstraße 25a in Neukölln verzeichnet. 1935 ist er als Generalsekretär mit Adresse Dorfstraße 36 in Tempelhof verzeichnet. Im Jahr 1943 ist Vogel schließlich mit der Berufsbezeichnung „Hauptstellenleiter“ noch immer mit Wohnsitz in der Dorfstraße 36 in Tempelhof verzeichnet.

## Ehe und Familie
Am 25. November 1926 heiratete Vogel in Berlin Alice Johanna Käte Au (* 5. Juni 1906 in Berlin; † 27. Dezember 1967).